# Aplatyphylax cristatus
Aplatyphylax cristatus är en nattsländeart som beskrevs av Douglas E. Kimmins 1950. Aplatyphylax cristatus ingår i släktet Aplatyphylax och familjen husmasknattsländor. Inga underarter finns listade i Catalogue of Life.